# トーマス＝フェルミ模型
トーマス＝フェルミ模型（トーマス＝フェルミもけい、英: Thomas–Fermi (TF) model）とは、シュレーディンガー方程式が導入されて間もなく、それを半古典的に扱った多体系の電子構造についての量子力学的な理論のことである。ルウェリン・トーマスとエンリコ・フェルミに因んで名づけられた。波動関数から離れて電子密度を用いて定式化したもので、密度汎関数理論の原型ともなった。トーマス＝フェルミ模型は、核電荷が無限大の極限においてのみ正確な結果を与える。現実的な系を考えるために近似を用いると、定量性に乏しい予言しかできず、原子の殻構造や固体のフリーデル振動のような密度についてのいくつかの一般的性質を再現することもできなくなる。しかし定性的な傾向を解析的に抽出でき、またモデルを解くことが簡単であることから、多くの分野で応用されている。トーマス＝フェルミ理論により表現された運動エネルギーは、オービタルフリー密度汎関数理論のようなより洗練された密度近似運動エネルギーの一つとしても使われている。
1927年にトーマスとフェルミは独立に、この統計的モデルを用いて原子中の電子分布を近似した。実際の電子は原子中で不均一に分布しているが、近似的に電子は微小体積要素 ΔV に（局所的に）それぞれ均一に分布しており、電子密度 n(r) は各 ΔV で異なっているとする。

## 運動エネルギー
基底状態にある原子中の微小体積要素 ΔV において、フェルミ球の体積 VF はフェルミ運動量を pF とすると以下のように書ける。
{\displaystyle V_{\mathrm {F} }={\frac {4}{3}}\pi p_{\mathrm {F} }^{3}({\boldsymbol {r}})}
ここで r は ΔV 中の点を表す。
したがって、この空間領域に対応する相空間上の領域の体積は次のように書ける。
{\displaystyle \Delta V_{\mathrm {ph} }=V_{\mathrm {F} }~\Delta V={\frac {4}{3}}\pi p_{\mathrm {F} }^{3}({\boldsymbol {r}})~\Delta V}
ΔVph 中の電子は均一に分布しており、この相空間での体積 h（h はプランク定数）あたり2つの電子を持つ。ΔVph 中の電子数は、
{\displaystyle \Delta N_{\mathrm {ph} }={\frac {2}{h^{3}}}~\Delta V_{\mathrm {ph} }={\frac {8\pi }{3h^{3}}}p_{\mathrm {F} }^{3}({\boldsymbol {r}})~\Delta V}
一方で、ΔV 中の電子数は次のように表わされる。
{\displaystyle \Delta N=n({\boldsymbol {r}})\ \Delta V}
ここで n(r) は電子密度である。
ΔV 内の電子数と ΔVph 内の電子数は等しいから、
{\displaystyle n({\boldsymbol {r}})={\frac {8\pi }{3h^{3}}}p_{\mathrm {F} }^{3}({\boldsymbol {r}})}
位置 r における p から p + dpの運動量をもつ電子の存在確率は、絶対零度におけるフェルミ分布から以下のように書ける。
{\displaystyle F_{\boldsymbol {r}}(p)~\mathrm {d} p={\begin{cases}{\dfrac {4\pi p^{2}}{(4/3)\pi p_{\mathrm {F} }^{3}({\boldsymbol {r}})}}\mathrm {d} p&p\leq p_{\mathrm {F} }({\boldsymbol {r}})\\0&{\text{otherwise}}\\\end{cases}}}
電子を質量 me の質点とみなして古典的に運動エネルギーを計算することにすると、原子中の電子の位置 r における単位体積あたりの運動エネルギーは、
{\displaystyle {\begin{aligned}t({\boldsymbol {r}})&=\int {\frac {p^{2}}{2m_{\mathrm {e} }}}~n({\boldsymbol {r}})~F_{\boldsymbol {r}}(p)~\mathrm {d} p\\&=n({\boldsymbol {r}})\int _{0}^{p_{\mathrm {F} }({\boldsymbol {r}})}{\frac {p^{2}}{2m_{e}}}~{\frac {4\pi p^{2}}{(4/3)\pi p_{\mathrm {F} }^{3}({\boldsymbol {r}})}}~\mathrm {d} p\\&=C_{\mathrm {F} }\ [n({\boldsymbol {r}})]^{5/3}\end{aligned}}}
ここで n(r) は先ほどの pF(r) で表したものであり、CF は、
{\displaystyle C_{\mathrm {F} }={\frac {3h^{2}}{10m_{\mathrm {e} }}}\left({\frac {3}{8\pi }}\right)^{2/3}={\frac {3\hbar ^{2}}{10m_{\mathrm {e} }}}\left(3\pi ^{2}\right)^{2/3}}
単位体積あたりの運動エネルギー t(r) を全空間で積分すると、電子の全運動エネルギーが得られる。
{\displaystyle T=C_{\mathrm {F} }\int [n({\boldsymbol {r}})]^{5/3}\ \mathrm {d} ^{3}r}
よってトーマス＝フェルミ模型によって、電子の全エネルギーは空間的に変化する電子密度 n(r) のみで表せることが示された。この電子の運動エネルギー表現と、原子核-電子相互作用と電子-電子相互作用の古典的な表現(どちらも電子密度で表せる)とを合わせることで、原子のエネルギーを計算できる。

## ポテンシャルエネルギー
原子中の電子のポテンシャルエネルギーは、古典的には正電荷である原子核のと電子との間のクーロン引力によるので、以下のように書ける。
{\displaystyle U_{\mathrm {eN} }=\int n({\boldsymbol {r}})~V_{\mathrm {N} }({\boldsymbol {r}})~\mathrm {d} ^{3}r}
ここで VN(r) は位置  r における電子のポテンシャルエネルギーで、原子核の電場によるものである。位置 r = 0 を中心とする電荷 Ze（e は電気素量、Z は正整数）の原子核の場合、
{\displaystyle V_{\mathrm {N} }({\boldsymbol {r}})=-{\frac {Ze^{2}}{r}}}
同様に、電気的な相互反発による電子のポテンシャルエネルギーは以下のように書ける。
{\displaystyle U_{\mathrm {ee} }={\frac {1}{2}}\ e^{2}\iint {\frac {n({\boldsymbol {r}})~n({\boldsymbol {r}}')}{|{\boldsymbol {r}}-{\boldsymbol {r}}'|}}~\mathrm {d} ^{3}r~\mathrm {d} ^{3}r'}

## 全エネルギー
電子の全エネルギーは、運動エネルギーとポテンシャルエネルギーの和である。
{\displaystyle {\begin{aligned}E&=T+U_{\mathrm {eN} }+U_{\mathrm {ee} }\\&=C_{\mathrm {F} }\int [n({\boldsymbol {r}})]^{5/3}~\mathrm {d} ^{3}r+\int n({\boldsymbol {r}})~V_{\mathrm {N} }({\boldsymbol {r}})~\mathrm {d} ^{3}r+{\frac {1}{2}}e^{2}\iint {\frac {n({\boldsymbol {r}})~n({\boldsymbol {r}}')}{|{\boldsymbol {r}}-{\boldsymbol {r}}'|}}~\mathrm {d} ^{3}r\ \mathrm {d} ^{3}r'\end{aligned}}}

## 誤差と改良
トーマス＝フェルミ方程式による運動エネルギーは近似に過ぎず、またパウリの原理による原子の交換エネルギーも考慮していない。交換エネルギー項は1928年にポール・ディラックによって付け加えられた。
しかしトーマス＝フェルミ＝ディラック理論は依然として不正確である。誤差の大部分は運動エネルギー部分によるもので、その次に大きいのが電子相関を完全に無視したことによる誤差である。1962年にエドワード・テラーはトーマス＝フェルミ理論では分子結合を記述できないことを示した。トーマス＝フェルミ理論で計算した分子のエネルギーは、構成原子のエネルギーの和より高くなる。しかし一般的に結合長が均一に増加し、ばらばらの原子の集まりにより近い状態になると、分子の全エネルギーは減少する。これは運動エネルギー表現を改良することで克服することができる。その処方の一つとしてコーン・シャム法が挙げられる。
トーマス＝フェルミの運動エネルギーは、ヴァイツゼッカー相関（1935年）を付け加えることで改良でき、トーマス＝フェルミ＝ディラック＝ヴァイツゼッカー密度汎関数理論(TFDW-DFT)と呼ばれる。
{\displaystyle T_{\mathrm {W} }={\frac {1}{8}}{\frac {\hbar ^{2}}{m}}\int {\frac {|\nabla n({\vec {r}})|^{2}}{n({\vec {r}})}}dr}